# Rosario Rubbettino
Rosario Rubbettino (Soveria Mannelli, 13 febbraio 1941 – Soveria Mannelli, 7 ottobre 2000) è stato un editore italiano, fondatore della casa editrice Rubbettino Editore.

## Biografia
Rosario Rubbettino nacque a Soveria Mannelli, una località della Sila Piccola, in una famiglia di modeste condizioni economiche (il padre, Florindo, era cantoniere dell'ANAS). Frequentò le scuole medie a Cirò Marina (oggi in provincia di Crotone) e le superiori all'Istituto tecnico commerciale “Bernardino Grimaldi” di Catanzaro, diplomandosi da ragioniere nel 1959; nel 1960 iniziò a lavorare in qualità di segretario nella scuola media del paese natale, dove rimarrà per tutta la vita. Nel 1970 sposò Rosetta Palma dalla quale ha avuto due figli, Florindo e Marco, i quali continuano l'attività paterna. Appassionato di teatro, in giovane età ha curato la regia, nella locale filodrammatica, di numerosi lavori di autori dialettali calabresi, in particolare delle commedie di Umberto Pascuzzi, Vincenzo Ziccarelli e Ciccio De Marco.
L'amore per i libri si manifestò dapprima con l'apertura di una libreria a Soveria Mannelli nel 1965. Nel 1973 esordì come editore pubblicando un voluminoso saggio filosofico di Domenico Vircillo docente all'Università di Messina (Filosofia e sociologia della cultura: studi su Ernst Cassirer e Karl Mannheim). L'attività di editore era stata preceduta dall'apertura, nel 1972, di una piccola tipografia, con l'acquisto di macchinari di seconda mano. La piccola tipografia è stata ampliata fino a diventare uno stabilimento di oltre 12 000 m² dotato di macchinari di ultima generazione, inaugurato nel luglio del 1999 quindi 15 mesi prima della sua morte. Al momento della morte prematura, per una neoplasia, il catalogo della casa editrice contava oltre 2000 titoli con una produzione di 150 volumi l'anno.